# Дукат
Вижте пояснителната страница за други значения на Дукат.
Дукат (итал. ducato от лат. ducatus – „херцогство“) – златна монета, която започва да се сече във Венеция след 1284 г. и е била широко използвана за търговски разплащания из цяла Европа до началото на Първата световна война. Теглото и е 3,5 г., с чистота на метала 0,986. Тези характеристики остават почти непроменени до края на съществуването на Венецианската република през 1797 г.

## История
Счита се, че първият дукат е отсечен от сребро от Роже II Сицилиански, крал на Сицилия, около 1140 г. Монетата е с надпис „Sit tibi, Christe, datus, quem tu regis, iste ducatus“ (в превод: „Христе, ти, който управляваш това херцогство, на тебе то да е посветено“). Това посвещение се смята, че е допринесло за възникването на названието дукат.
Първата значима стъпка към създаването на дуката е направена през 1252 г., когато Флоренция пуска първия си fiorino d'oro, или флорин, който полага основите за установяване на теглото и чистотата на метала на серията от златни монети, станали по-късно известни като дукати. Високата пропорция на златото във флорина – 0,986 или 23 2/3 карата, му носи бързо признание в търговските среди и принуждава великата морска и търговска сила Венеция да започне да сече собствени златни монети с подобни характеристики.
Въпреки че за основоположник на венецианския дукат се смята Джовани Дандоло през 1284 г., всъщност още през 1274 г. неговият предшественик Лоренцо Тиеполо започва да сече златни монети, които на лицевата страна изобразяват коленичилия владетел да приема флаг от патрона на града Свети Марко, и фигурата на Иисус Христос на обратната страна на монетата. Графичното оформление на изображенията от двете страни на венецианския дукат показва силно византийско влияние . Монетата тежи 3,5 грама и е отсечена от злато с чистота 0,986. Венецианските дукати по-късно стават известни като zecchinno d'oro, от италианското название за монетен двор – la zecca. Дизайнът им се запазва в общи линии непроменен до превземането на Венеция от Наполеон Бонапарт през 1797 г.
През Средновековието дукатът придобива голямо разпространение в Европа благодарение на стандартните си характеристики, компактността си и лесното отсичане. Допълнителен фактор, способстващ разпространението на дуката, е и постоянната девалвация на сребърните монети. Популярността му бързо надхвърля европейския континент и достига Близкия изток, Индия и Африка. Дукатът се сече в много вариации на форма и дизайн. Над 300 политически обособени единици са емитирали дукати . Много от емитентите обаче дори не са си правили труда да променят изображенията и надписите, а само са копирали монетата и са я отсичали за целите на търговския си обмен с други страни.
Широко разпространение придобиват унгарският, немският и холандският варианти на дуката.
Унгария приема дуката като стандарт и започва да сече монети с изображението на Свети Ласло през 1325 г. по времето на Карл I Роберт. В обращение е до 1553 г. под названието florentinus произлизащо от името на флорина от Флоренция .
В германските градове държави първите образци на дукати се появяват още през 1300 г., например монетата от половин дукат на град Любек. Дукатът придобива широко разпространение след 1559 г., когато с имперски монетен указ император Фердинанд I (1556 – 1564) заменя девалвиралия голдгулден и установява дуката като главна златна единица на Свещената римска империя.
За образец на първата османска златна монета, султанѝ, която започва да се сече през 882 година по Хиджра (1477-1478), е възприет златният венециански дукат.
С изместването на търговията от Средиземно море към Атлантическия океан и Северно море в началото на XVI век, породено от Великите географски открития, Холандия, по това време под испанско владичество, става център на международната търговия. Холандия отсича първия си дукат през 1487 г. при управлението на Филип Хубави (1482 – 1494). Дукати се емитират от много от холандските провинции в различен дизайн, като този със Свети Андрей е най-разпространен. През 1586 г. оформлението на монетата се променя. Лицевата страна показва рицар, държащ сноп стрели, символ на съюза на северните провинции. През 1579 г. те се обединяват и подписват Утрехската уния като декларация за независимост от Испания. Мотото от същата страна – CONCORDIA.RES PAR.CRES.HOL или „Concordia res parvae crescunt Hollandiae“ (Единението кара малките неща да пораснат – Холандия), също е израз на този съюз. Не е ясно как е възникнал надписът на обратната страна – MO:ORD PROVIN FOEDER BELG.AD LEG.IMP или „Moneta ordinum provinciarum Foederatorum Belgicarum ad legem Imperii “ (монета на правителството на провинциите на Обединена Нидерландия според закона на империята). През годините след 1586 г., графичното оформление почти не се променя, а характеристиките от 3,51 грама от злато проба 0,986 остават непроменени.
В по-нови времена много популярни са австрийските дукати, като най-разпростанени са тези с изображението Франц Йосиф. Австрия започва да сече дукати в различни деноминации в началото на XVI век. Деноминациите варират от 1/16 до 50 дуката. След 1705 г. тежестта на монетата е фиксирана на 3,4909 грама, като чистотата на златото остава непроменена 0,986, но до 1775 г. се издават и монети с тежест 3,5 грама. Австрийският дукат запазва статута си на официално платежно средство до 1858 г., но още предходната 1857 година, императорът Франц Йосиф одобрява емитирането му като търговска монета. Монети от един и четири дуката със съответната година се секат до 1915 г., когато дефицитът на Първата световна война като цяло прекратява пускането на златни монети. Сегашният дизайн на австрийските дукати датира от 1872 г. Впоследствие Австрия издава реплики на един и четири дуката датирани 1915 г., последната година на официална емисия, които се секат до наши дни. В периода 1920 – 1936 г., 996721 копия на монета от един и 496501 копия на монета от четири дуката са пуснати като официални издания.
След Първата световна война, Чехословакия и Нидерландия издават дукати. В Нидерландия, дукати се издават и до днес като билонни монети.